# Ypthima davidsoni
Ypthima davidsoni är en fjärilsart som beskrevs av John Nevill Eliot 1967. Ypthima davidsoni ingår i släktet Ypthima och familjen praktfjärilar. Inga underarter finns listade i Catalogue of Life.